# ماركوس سلاتر
ماركوس سلاتر (بالإنجليزية: Marcus Slaughter)‏ مواليد 18 مارس 1985، هو لاعب كرة سلة أمريكي يلعب مع فريق ريال مدريد ويحمل الرقم 44. يبلغ طوله 6 قدم 8 بوصة (2.0 م).

## فرق لعب لها
- بي سي إم جرافيلين
- إس تي بي لو هافر
- نانسي باسكت
- نادي بلد الوليد لكرة السلة
- ريال مدريد بالونكيستو

## روابط خارجية
- ماركوس سلاتر على موقع الدوري الأوروبي لكرة السلة (الإنجليزية)
- ماركوس سلاتر على موقع الدوري الإسباني لكرة السلة (الإسبانية)
- ماركوس سلاتر على موقع كرة السلة الأوروبية.كوم (الإنجليزية)
- ماركوس سلاتر على موقع DraftExpress.com (الإنجليزية)
- ماركوس سلاتر على موقع كلية كرة السلة في سبورتس رفرنس.كوم (الإنجليزية)
- ماركوس سلاتر على موقع ريلجم (الإنجليزية)
- ماركوس سلاتر على موقع بروبوليرز (الإنجليزية)
- ماركوس سلاتر على موقع سبورتس رفرنس (الإنجليزية)